# Secuestro de Zulema Constante
En mayo de 2013, la joven ecuatoriana Zulema Constante fue secuestrada por su padre y otras cuatro personas e internada en contra de su voluntad en un centro de adicciones llamado «La Esperanza» en el Tena, provincia de Napo, con la intención de «deshomosexualizarla» después de que Zulema informara a su familia que mantenía una relación romántica con otra mujer. 
El caso causó conmoción a nivel internacional y fue denunciado por figuras como el cantante puertorriqueño Ricky Martin, quien calificó el hecho como «película de terror».

## Secuestro
A comienzos de 2013, Zulema le reveló a sus padres que mantenía una relación romántica con otra mujer, lo que produjo rechazo por parte de su familia y amenazas tanto en contra de ella como de Titi, su pareja. Entre las amenazas se incluye una grabación en un teléfono celular en la que la madre de Constante le dijo: «Tú sabes que a la gente enferma hay que recluirla para que se cure. Si yo a ti te recluyo, nadie te va a encontrar ni debajo de las piedras».
Un día, el padre de Zulema le dijo que saliera del trabajo en el Ministerio de Agricultura, en Guayaquil, para almorzar y presuntamente hacer las paces. Cuando Constante se dispone a encontrarse con su padre, encuentra a cuatro personas y un carro atrás y otro carro adelante, junto con su papá. La bajaron a la fuerza, la metieron en el vehículo y la esposaron. El fiscal para entonces, Mario Cadena, ha declarado que el vehículo fue detenido por la Policía de Tránsito en dirección al Tena, antes de salir de Guayaquil, porque Zulema gritaba y pataleaba; según Cadena, el padre de Constante llamó a una persona importante y la policía no evitó el delito de plagio. Cadena describió la situación como un delito flagrante. Sus padres decidieron internarla en contra de su voluntad en un centro de adicciones llamado «La Esperanza» en el Tena, provincia de Napo, como forma de terapia de conversión. El fiscal ha descrito que el contrato, firmado por los padres de Constante, no hay mención de la palabra «deshomosexualizar» debido a que consistía en una clínica de terapia para adicciones.
Paralelamente a la denuncia de su desaparición de Zulema, se activó el aviso en redes sociales sobre su desaparición, generando presión en su familia. Al salir de la clínica, Constante le relató a la abogada Buendía: «Se asustaron en la clínica, llamaron mis papás aterrorizados, me pusieron en el primer taxi, le pagaron dinero y le ordenaron que me lleve a la casa». Una de las primeras reacciones de Zulema fue denunciar lo ocurrido en medios de comunicación. En sus declaraciones calificó lo ocurrido como un crimen de odio debido a la intención de «deshomosexualizarla».
El caso causó conmoción a nivel internacional y fue denunciado por figuras como el cantante puertorriqueño Ricky Martin, quien calificó el hecho como «película de terror».

## Investigación
Titi supo por última vez de Zulema el 17 de mayo de 2013. Dados los antecedentes con las amenazas, procedió a denunciar su desaparición ante las autoridades, pero para entonces desacreditaron su testimonio y no tomaron la denuncia. Silvia Buendía, la abogada del caso, dijo que el operador de la Fiscalía le tiró el papel en la cara y que le respondió «esto no es ningún delito, señora. Seguramente los papás han decidido que, en efecto, hay que recluir esta chica porque se ha portado mal». La Fiscalía aceptó la anuncia sólo a través de la Defensoría del Pueblo en Guayaquil.
El 16 de julio de 2013 fueron denunciados los funcionarios de la clínica que agredieron a Zulema, se les dictó prisión preventiva y se inició una investigación por la presunta comisión del delito de obvio. A raíz de la investigación, a clínica fue intervenida por la Comisión Interinstitucional Nacional, se recabaron elementos probatorios, y se determinó la participación directa de una funcionaria del Ministerio de Salud, que era dueña de la clínica. Dos días después, el 18 de julio, la defensa de los abogados apeló a la medida de la prisión preventiva y el juez dictó medidas cautelares, incluyendo la prohibición de ausentarse del país y de acercarse a Zulema. El 24 de febrero de 2014 tres de los acusados fueron declarados responsables del delito de odio, siendo sentenciados a diez días de prisión y una multa de seis dólares,  pena a cumplir en el Centro de Rehabilitación Social de Archidona.